# The Things Network

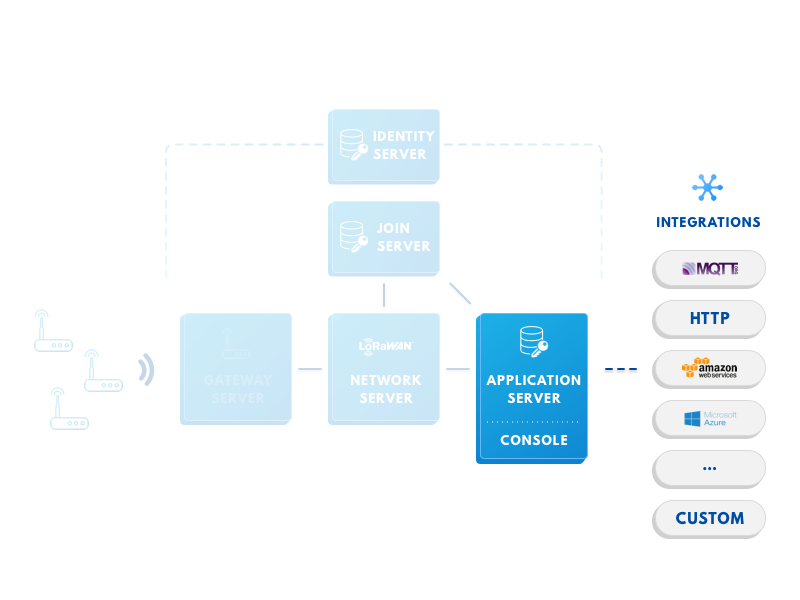
Integrationsmöglichkeiten

Das The Things Network (TTN) ist eine offene communitybasierte Initiative zur Errichtung eines energiesparenden Weitbereichs-Netzwerks für das Internet der Dinge.

## Community
Die Initiative The Things Network wurde 2015 durch die beiden Niederländer Wienke Giezeman und Johan Stokking gestartet.
Software-Entwickler des The Things Network entwickeln Open Source LoRaWAN Lösungen und bieten offene Programmierwerkzeuge und eine globale Community, um Internet of Things (IoT) Anwendung zu erstellen und kollaboratives Internet der Dinge-Netzwerk aufzubauen, das sich über viele Länder auf der ganzen Welt erstreckt.

## Netzwerk
Das Things Network ist ein globales, offenes, kostenloses und dezentrales Crowdsourcing-Projekt.
Freiwillige übernehmen die Bereitstellung, die Errichtung und die Betreuung von LoRaWAN-Gateways.
Diese leiten Funksignale hoher Reichweite (rund 500 m bis einige km), die von energiesparenden Sensoren stammen, über das Internet in eine Zentrale weiter. Dort werden die Signale (z. B. Messdaten, wie beispielsweise von Strom- oder Wasserzählern, CO2-Sensoren) weiter verarbeitet und an definierte Empfänger weitergeleitet.
LoRaWAN arbeitet mit nicht lizenzierten Funk-Frequenz-Bändern, daher ist es in den meisten Ländern völlig legal, ein eigenes Gateway zu betreiben. Es besteht eine AES-128-Ende-zu-Ende-Verschlüsselung, was die Datensicherheit erhöht.
In Amsterdam ist es auf diese Weise gelungen, große Teile des Stadtgebietes in weniger als sechs Wochen abzudecken. Die Niederlande sind bereits zum größten Teil mit TTN versorgt. Gleiches gilt für Zürich, Bern und Berlin. In Berlin versorgen aktuell über 210 registrierte Gateways rund 1.500.000 Menschen mit einem LoRaWAN-Zugang.
Mitte Februar 2021 waren rund 18.000 LoRaWAN-Gateways in etwa 150 Ländern in Betrieb und es engagierten sich global circa 135.000 Freiwillige bei der Errichtung des weltweit größten, vernetzten „Internet der Dinge“, in welchem täglich mehrere Millionen Datensätze verarbeitet werden, die Millionen von Menschen versorgen.

## Satelliten-Verbindung
Es ist mittlerweile erfolgreich getestet, LoRa-Zugang auch über Satelliten in niedriger Erdumlaufbahn bereitzustellen. Die Firma Lacuna Space arbeitet hier mit Semtech und The Things Network zusammen. Es werden zirkular polarisierte Antennen benötigt und die neueren Chips von Semtech SX1261 (f. 868 MHz, Europa) bzw. SX1262 (915 MHz, Nordamerika) benutzt.

## Konferenz
Die erste Konferenz über das Internet der Dinge wurde vom 1. bis 3. Februar 2018 in Amsterdam organisiert. Seitdem findet diese Veranstaltung jährlich Ende Januar oder Anfang Februar statt.

## LoRa Allianz
The Things Network ist ein Mitglied der LoRa Alliance.

## Belege
1. ↑  Das „LoraWAN“ von Amsterdam. (Memento vom 11. November 2017 im Internet Archive) Publiziert auf zdf.de am 10. November 2017.
2. ↑  Gerhard Peter: TTN Community Berlin. TheThingsNetwork, 12. Februar 2018, abgerufen am 12. Februar 2018.
3. ↑  Building a global open LoRaWAN™ network. The Things Industries, abgerufen am 12. Februar 2021.
4. ↑  Sam Fenwick: One step for Lacuna Space, one giant leap for LoRaWAN. In: Land Mobile. MA BUSINESS, abgerufen am 14. Februar 2021.
5. ↑  Semtech and Swarm Deliver Satellite Communications With LoRa. In: Semtech Inside Circuit. Semtech Corporation, abgerufen am 14. Februar 2021.
6. ↑   Launch success: Lacuna Space continues to grow IoT constellation with an equatorial satellite, Lacuna Space Ltd., 9. November 2020. Abgerufen am 14. Februar 2021
7. ↑   Kicking off 2021 with great news! Lacuna Space starts operations of third satellite in orbit, Lacuna Space Ltd., 18. Januar 2021. Abgerufen am 14. Februar 2021
8. ↑  Steve Bush: Semtech launches LoRa tranceivers for IoT WANs. In: RF & Microwave. Electronics Weekly, abgerufen am 14. Februar 2021.
9. ↑  The Things Conference. TheThingsNetwork, 15. Januar 2018, abgerufen am 13. Februar 2018.
10. ↑  LoRa Alliance®. In: LoRa Alliance. LoRa Alliance, abgerufen am 12. Februar 2021.